# 1636
Évszázadok: 16. század – 17. század – 18. század
Évtizedek: 1580-as évek – 1590-es évek – 1600-as évek – 1610-es évek – 1620-as évek – 1630-as évek – 1640-es évek – 1650-es évek – 1660-as évek – 1670-es évek – 1680-as évek
Évek: 1631 – 1632 – 1633 – 1634 –  1635 – 1636 – 1637 – 1638 – 1639 – 1640 – 1641

## Események
- szeptember 8. – Amerikában megalapítják a Harvard Egyetemet.
- október 6. – I. Rákóczi György megütközik a budai pasával a nagyszalontai csatában.[1]

## Az év témái

### 1636 a tudományban
- Marin Mersenne meghatározza a hang terjedési sebességét.

## Születések
- június 3. – John Hale, a salemi boszorkányperek egyik résztvevője, kezdetben támogatta, majd ellenezte a pereket († 1700)
- november 1. – Nicolas Boileau francia költő, esztéta, műkritikus († 1711)
- november 6. – Savoyai Henrietta Adelheid Savoyai-házból származó hercegnő († 1676)